# Willem van Steenhuys
Willem van Steenhuys, señor de Flers (1558-1638) fue un noble magistrado y diplomático de los Países Bajos españoles.

## Familia
Van Steenhuys nació en Lannoy el 8 de octubre de 1558, hijo de Jan van Steenhuys, señor de Linghen, y de Charlotte Preys.
En 1591 se casó con Margaretha (Margarita) van (de) Cottignies, hija de Lancelot, señor de La Haya. Tuvieron los siguientes hijos
- Maria van Steenhuys; casada con Filip van Spanghen, señor de Ter Liest.[2]
- Filip Willem van Steenhuys, que sucedió a su padre y se convirtió en barón de Poederlee; descendientes posteriores.
- Karel van Steenhuys, jurista.[1]

## Carrera profesional
Obtuvo el grado de licenciado en Derecho y el 7 de junio de 1601 fue nombrado consejero del Gran Consejo de Malinas, el 3 de mayo de 1611 consejero y maestro de peticiones del Consejo Privado de Bruselas, y en 1613 comisario en causas fiscales. Fue un importante asesor en derecho monetario.
En junio de 1617 y enero de 1619 viajó a Amberes y Lovaina para investigar la publicación de Corona Regia, un escandaloso libelo de Jacobo I de Inglaterra y VI de Escocia. En 1618-1619 emprendió una misión ante el rey de Francia, y en 1620 ante Ambrosio Spinola en el Palatinado Renano. El 8 de mayo de 1622 fue nombrado miembro del Consejo de Estado y en octubre del mismo año fue licenciado como consejero privado y enviado a asistir a la delegación española en la Dieta de Ratisbona (1623). Ese mismo año fue nombrado caballero.
Regresó a Bruselas en abril de 1623. El 1 de enero de 1627 fue nombrado miembro del consejo del Almirantazgo.
Van Steenhuys murió en Bruselas el 30 de abril de 1638 y fue enterrado en la iglesia de los Dominicos.